# Composite à structure sandwich

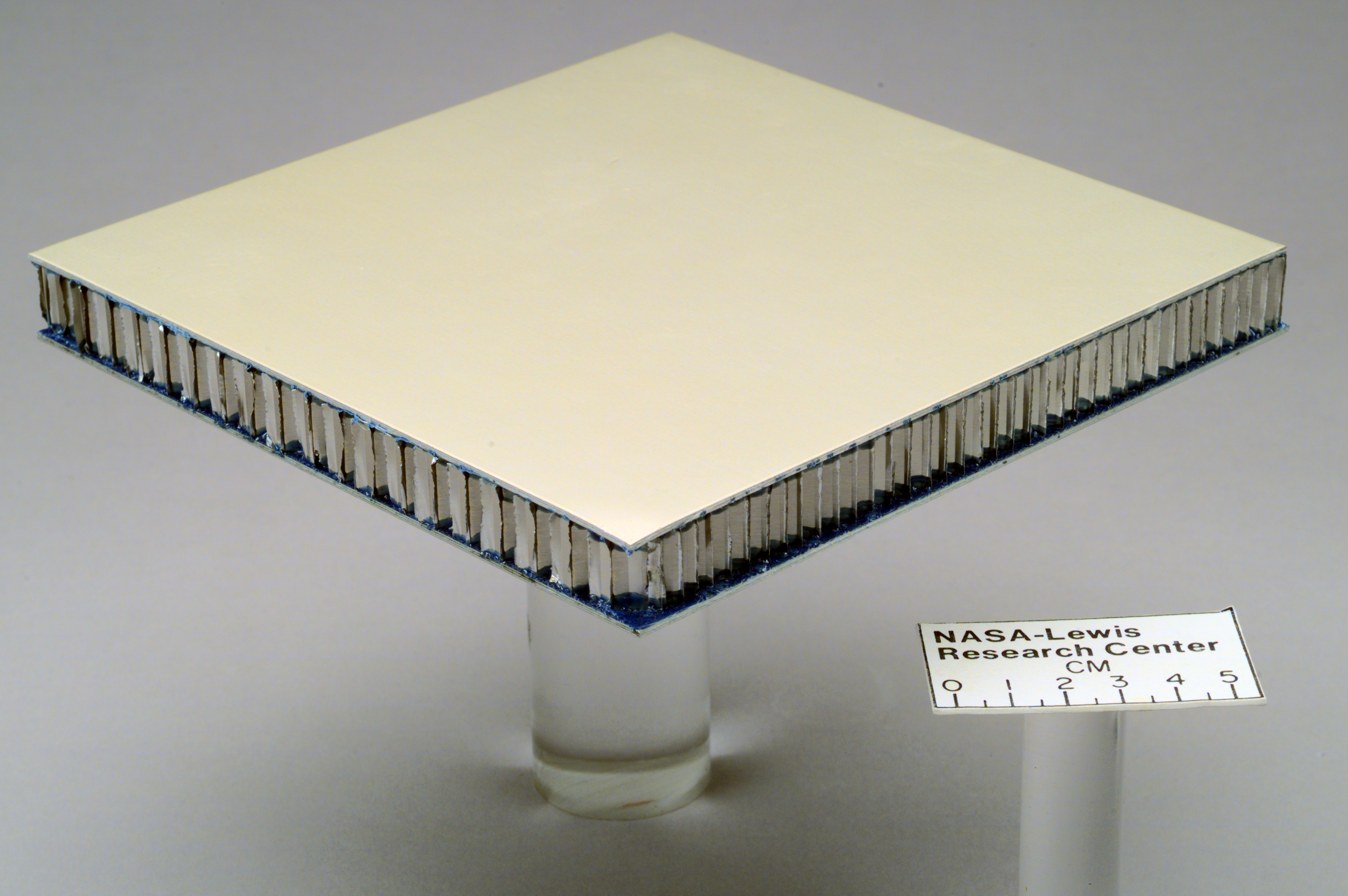
Panneau composite à structure sandwich utilisé pour des tests à la NASA

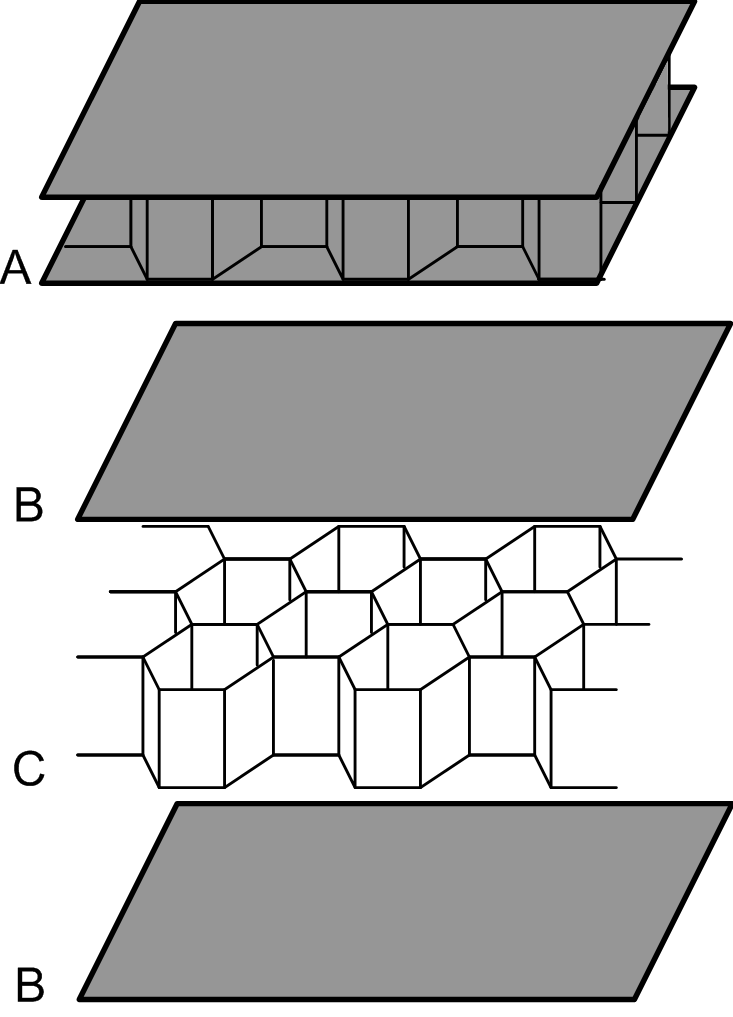
Schéma d'un sandwich composite assemblé (A) et de ses peaux (B) et de son âme en nid d'abeilles (C)

Un matériau composite à structure sandwich ou plus simplement un matériau sandwich ou structure sandwich est une classe spéciale de matériaux composites qui est fabriquée en assemblant deux peaux externes minces mais rigides à une âme interne légère mais épaisse. Le matériau constituant l'âme est normalement un matériau à faible résistance mécanique, mais son épaisseur plus élevée confère au matériau sandwich une rigidité à la flexion élevée et une masse volumique globale faible. 

## Composition

### L'âme
L'âme transmet par cisaillement les actions mécaniques d'une peau à l'autre. L'âme peut être en :  
- mousse à cellules ouvertes ou fermées composée de polyéthersulfone, de polychlorure de vinyle, de polyuréthane, de polyéthylène, de polystyrène, de bois de balsa, de métal ou de mousses syntactiques ;
- structure de nids d'abeilles en alliage d'aluminium, en papier kraft imprégné, en tissu de verre imprégné de résines en polyester insaturé, en tissu d'aramide imprégné de résines phénoliques ou en polypropylène. Parfois, la structure en nid d'abeilles est remplie d'autres mousses pour plus de résistance.
- structure ondulée, c'est le cas par exemple du carton ondulé.

### Les deux peaux
Les peaux peuvent être en bois, en tôle métallique (aluminium, titane ou acier) ou en matériaux composites stratifiés.
Les matériaux composites stratifiés peuvent être des thermoplastiques ou principalement des thermodurcissables renforcés de fibres. 
Les matrices les plus utilisées sont indiquées dans le tableau suivant : 
| Matrice              | Principales fibres | Coût        | Besoin de chauffer lors de la fabrication | Propriétés mécaniques |
| -------------------- | ------------------ | ----------- | ----------------------------------------- | --------------------- |
| Polyesters insaturés | Fibres de verre    | Plus faible | Peu                                       | Plus faibles          |
| Polyépoxydes         | Fibres de carbone  | Plus élevé  | Oui                                       | Plus élevées          |

Les renforts peuvent être des fibres de verre, de carbone ou d'aramide. Ces fibres peuvent être utilisées sous forme de :  
- nappes unidirectionnelles ou broyée :
- textiles filés, tissés, non tissés, tricotés ou en rubans.

### Association peau-âme
L'âme est liée aux deux peaux par collage grâce à la capacité adhésive intrinsèque des peaux ou grâce à un adhésif ou plus rarement par soudage.

## Fabrication
Les procédés de fabrication des matériaux sandwichs peuvent être les mêmes que ceux utilisés pour les autres matériaux composites ou des procédés spécifiques.  
Les moulages par voie humide (imprégnation directe) les plus utilisés sont le moulage au contact, le moulage sous vide, le moulage par compression, le moulage par projection simultanée, le moulage par infusion sous vide et le moulage par transfert de résine.   
Les moulages par voie sèche en utilisant des préimprégnés peuvent aussi être utilisés.
Les procédés spécifiques aux matériaux sandwichs peuvent être réalisés en :
- collant ensemble en continu ou en discontinu des peaux et des âmes préfabriquées[2] ;
- fabriquant in-situ l'âme sous forme d'une mousse entre deux peaux déjà installées dans un moule, on parle alors de moussage in situ[3].

## Contrôle
Les différents composants du sandwich et le sandwich lui-même peuvent être contrôlés par différentes méthodes. 
Les peaux stratifiés sont contrôlées en déterminant leur masse volumique, leur taux de fibres, leur taux de porosité, leur taux de polymérisation ou de réticulation et leur résistance à la flexion trois points.  
Les âmes sous forme de mousse rigide sont contrôlées en déterminant leur masse volumique, leur conductivité thermique, leur pourcentage de cellules fermées, leur stabilité dimensionnelle linéaire et volumétrique et leur résistance aux flammes. Les propriétés mécaniques des âmes en général sont surtout contrôlées en déterminant leur résistance à la compression et au cisaillement.
L'adhérence entre l'âme et les peaux est testée surtout en déterminant la résistance de l'assemblage à la traction et au pelage.  
Les propriétés mécaniques des matériaux sandwichs sont surtout testées en déterminant leur résistance à la traction et à la compression.

## Utilisations
Les matériaux sandwichs sont utilisés pour fabriquer des panneaux dans les avions, des pales d'hélicoptère, des aubes de turbines, des coques de bateaux, des planches de ski, etc. 